# Округ Далас (Арканзас)
Округ Далас (енгл. Dallas County) је округ у америчкој савезној држави Арканзас. По попису из 2010. године број становника је 8.116. Седиште округа је град Fordyce.

## Демографија
Према попису становништва из 2010. у округу је живело 8.116 становника, што је 1.094 (11,9%) становника мање него 2000. године.
| Група             | 2000.         | 2010.         |
| Белци             | 5.193 (56,4%) | 4.393 (54,1%) |
| Афроамериканци    | 3.774 (41,0%) | 3.400 (41,9%) |
| Азијати           | 21 (0,2%)     | 11 (0,1%)     |
| Хиспаноамериканци | 177 (1,9%)    | 188 (2,3%)    |
| Укупно            | 9.210         | 8.116         |